# Stabschef des Weißen Hauses
Der Stabschef des Weißen Hauses (englisch White House Chief of Staff; Abk. WHCS) ist der ranghöchste Mitarbeiter im Executive Office des Präsidenten der Vereinigten Staaten. Die volle Bezeichnung der Position lautet Assistant to the President and Chief of Staff (deutsch: Assistent des Präsidenten und Stabschef). Der Stabschef wird gelegentlich als „zweitmächtigster Mensch in Washington“ (nach dem Präsidenten) bezeichnet. Seit dem 20. Januar 2025 wird das Amt von Susie Wiles geführt. 
Das Amt wurde 1946 unter der Bezeichnung Assistant to the President (deutsch: Assistent des Präsidenten) geschaffen. 1961 erhielt es seinen heutigen Namen. Der Amtsinhaber wird vom Präsidenten ernannt und ggf. auch entlassen. Dabei bedarf es nicht der Zustimmung des Kongresses.

## Aufgaben und Geschichte
Vor 1946 gab es die Positionen des Sekretärs des Präsidenten (Secretary to the President) und des Appointments Secretary, die die Aufgaben einer Vielzahl von heutigen Mitarbeitern und Organen des Weißen Hauses übernahmen. Das Amt eines Assistenten des Präsidenten wurde während der Präsidentschaft von Harry S. Truman geschaffen, um der stark gewachsenen Exekutive Herr zu werden, und übernahm fast alle Aufgaben, die vorher dem Sekretär des Präsidenten zugeordnet waren. Mit dem Ende von Trumans Amtszeit als Präsident wurde auch die Position des Sekretärs des Präsidenten abgeschafft.
Amt und Titel des Stabschefs des Weißen Hauses im heutigen Sinne wurden von Präsident Dwight D. Eisenhower geschaffen, der aus seiner militärischen Karriere die Funktion eines Chefs des Stabes kannte und in seinem zivilen Amt in gleicher Weise einen „Gatekeeper“ zwischen sich selbst und Mitarbeitern bzw. Außenstehenden etablieren wollte. Als Neuling im politischen Leben entschied sich Eisenhower für Llewelyn Sherman Adams, der als langjähriger Gouverneur von New Hampshire jene Erfahrung einbrachte, die dem Präsidenten selbst fehlte.
Die Aufgaben des Stabschefs hängen stark vom Präsidenten ab, allerdings ist er im Allgemeinen für die Verwaltung des restlichen Personals und des Kalenders des Präsidenten zuständig. Der Stabschef hat außerdem die Pflicht, den Zugang zum Präsidenten zu kontrollieren. Außerhalb der formellen Amtsbeziehung ist der Stabschef oft der wichtigste politische Berater des Präsidenten und häufig auch ein enger Freund.
Einige Präsidenten, so John F. Kennedy, verzichteten auf die Einsetzung eines Stabschefs. Präsident Carter hatte erst am Ende seiner Amtszeit einen Stabschef. Alle Präsidenten außer Harry S. Truman und Lyndon B. Johnson hatten mehrere Stabschefs. Die durchschnittliche Amtszeit beläuft sich auf etwa zweieinhalb Jahre.
Die meisten Stabschefs waren vorher Politiker, und viele führen ihre politische Karriere später fort. Beispiele dafür sind die beiden Stabschefs unter Gerald Ford, Donald Rumsfeld und Dick Cheney, die später beide Verteidigungsminister wurden, letzterer sogar Vizepräsident. Richard Nixons Stabschef, der Offizier Alexander Haig, und Ronald Reagans Stabschef James Baker wurden beide später Außenminister.
Kritiker bemängeln, dass sich ein aktiver Stabschef unter einem eher passiven Präsidenten, der sich aus den Details der Regierungsarbeit heraushält, zu einem Quasi-Premierminister entwickeln kann. Während der Präsidentschaft Ronald Reagans übten James Baker und Donald Regan ihr Amt wie Quasi-Premierminister aus. Howard Baker, der Donald Regan als Stabschef folgte, stand solch einer Situation eher kritisch gegenüber.
Im Vergleich dazu wurde Andrew Card, der Stabschef in der Bush-Regierung bis zum 14. April 2006, nicht als sehr machtvoll angesehen. Dies ist größtenteils darauf zurückzuführen, dass Bush lieber direkt mit seinen Ministern agierte. Ebenso waren Präsident Clintons Stabschefs aufgrund von Clintons Amtsführung, der immer den direkten Zugang zum Regierungsgeschehen suchte, im Allgemeinen relativ machtlos. Der Präsident mit den meisten Stabschefs war Barack Obama, welcher in seinen beiden Amtszeiten fünf Stabschefs berief.
Dem Stabschef stehen ein oder mehrere Stellvertreter zur Seite, die für verschiedene Aufgabenbereiche zuständig sind. Die Zuteilung unterscheidet sich in jeder Präsidentschaft. Unter Donald Trump gab es die Position des Hauptstellvertreters (Principal Deputy), der den anderen Stellvertretern vorgesetzt war.

## Liste der Stabschefs des Weißen Hauses
| Stabschef                                | Bild | Präsident            | Amtszeit                                 |
| ---------------------------------------- | ---- | -------------------- | ---------------------------------------- |
| John Roy Steelman                        |      | Harry S. Truman      | 12. Dezember 1946 bis 20. Januar 1953    |
| Llewelyn Sherman Adams                   |      | Dwight D. Eisenhower | 20. Januar 1953 bis 7. Oktober 1958      |
| Wilton Burton Persons                    |      | Dwight D. Eisenhower | 7. Oktober 1958 bis 20. Januar 1961      |
| de facto: Kenneth Patrick O’Donnell      |      | John F. Kennedy      | 20. Januar 1961 bis 22. November 1963    |
| de facto: William Marvin Watson          |      | Lyndon B. Johnson    | 1. Februar 1965 bis 26. April 1968       |
| de facto: James Robert Jones             |      | Lyndon B. Johnson    | 26. April 1968 bis 20. Januar 1969       |
| Harry Robbins Haldeman                   |      | Richard Nixon        | 20. Januar 1969 bis 30. April 1973       |
| Alexander Meigs Haig Jr.                 |      | Richard Nixon        | 4. Mai 1973 bis 21. September 1974       |
| Donald Henry Rumsfeld                    |      | Gerald Ford          | 21. September 1974 bis 20. November 1975 |
| Richard Bruce Cheney                     |      | Gerald Ford          | 20. November 1975 bis 20. Januar 1977    |
| William Hamilton McWhorter Jordan        |      | Jimmy Carter         | 18. Juli 1979 bis 11. Juni 1980          |
| Jack Hearn Watson Jr.                    |      | Jimmy Carter         | 11. Juni 1980 bis 20. Januar 1981        |
| James Addison Baker III                  |      | Ronald Reagan        | 20. Januar 1981 bis 4. Februar 1985      |
| Donald Thomas Regan                      |      | Ronald Reagan        | 4. Februar 1985 bis 27. Februar 1987     |
| Howard Henry Baker Jr.                   |      | Ronald Reagan        | 27. Februar 1987 bis 1. Juli 1988        |
| Kenneth M. Duberstein                    |      | Ronald Reagan        | 1. Juli 1988 20. Januar 1989             |
| John Henry Sununu                        |      | George Bush          | 20. Januar 1989 bis 16. Dezember 1991    |
| Samuel Knox Skinner                      |      | George Bush          | 16. Dezember 1991 bis 23. August 1992    |
| James Addison Baker III                  |      | George Bush          | 23. August 1992 bis 20. Januar 1993      |
| Thomas F. McLarty, III                   |      | Bill Clinton         | 20. Januar 1993 bis 17. Juli 1994        |
| Leon Edward Panetta                      |      | Bill Clinton         | 17. Juli 1994 bis 20. Januar 1997        |
| Erskine Boyce Bowles                     |      | Bill Clinton         | 20. Januar 1997 bis 20. Oktober 1998     |
| John David Podesta Jr.                   |      | Bill Clinton         | 20. Oktober 1998 bis 20. Januar 2001     |
| Andrew Hill Card Jr.                     |      | George W. Bush       | 20. Januar 2001 bis 14. April 2006       |
| Joshua Brewster Bolten                   |      | George W. Bush       | 14. April 2006 bis 20. Januar 2009       |
| Rahm Israel Emanuel                      |      | Barack Obama         | 20. Januar 2009 bis 1. Oktober 2010      |
| Peter Mikami Rouse (geschäftsführend)    |      | Barack Obama         | 1. Oktober 2010 bis 13. Januar 2011      |
| William Michael Daley                    |      | Barack Obama         | 13. Januar 2011 bis 27. Januar 2012      |
| Jacob Joseph Lew                         |      | Barack Obama         | 27. Januar 2012 bis 20. Januar 2013      |
| Denis Richard McDonough                  |      | Barack Obama         | 20. Januar 2013 bis 20. Januar 2017      |
| Reinhold Richard Priebus                 |      | Donald Trump         | 20. Januar 2017 bis 31. Juli 2017        |
| John Francis Kelly                       |      | Donald Trump         | 31. Juli 2017 bis 2. Januar 2019         |
| John Michael Mulvaney (geschäftsführend) |      | Donald Trump         | 2. Januar 2019 bis 31. März 2020         |
| Mark Randall Meadows                     |      | Donald Trump         | 31. März 2020 bis 20. Januar 2021        |
| Ronald Alan Klain                        |      | Joe Biden            | 20. Januar 2021 bis 8. Februar 2023      |
| Jeffrey Dunston Zients                   |      | Joe Biden            | 8. Februar 2023 bis 20. Januar 2025      |
| Susie Wiles                              |      | Donald Trump         | seit 20. Januar 2025                     |